# Ondřej Vačkář
Ondřej Vačkář (* 15. června 1978, Prostějov) je český cyklista. Jedná se o trojnásobného mistra České republiky v dráhové cyklistice a účastníka mistrovství světa juniorů 1996 ve Slovinsku a mistrovství Evropy do 23 let 1997 v Belgii. Je spolumajitel rodinného obchodu s cyklistickým vybavením. Je také držitelem mezinárodní licence Instruktor lyžování Apul A - ISIA.
Pochází z cyklistické rodiny prostějovských Vačkářů, v Olomouckém svazu cyklistiky byl v roce 2014 zvolen do revizní komise jako člen ČOKC Prostějov.